# Нарвская провинция
На́рвская прови́нция — одна из провинций Российской империи. Центр — город Нарва.

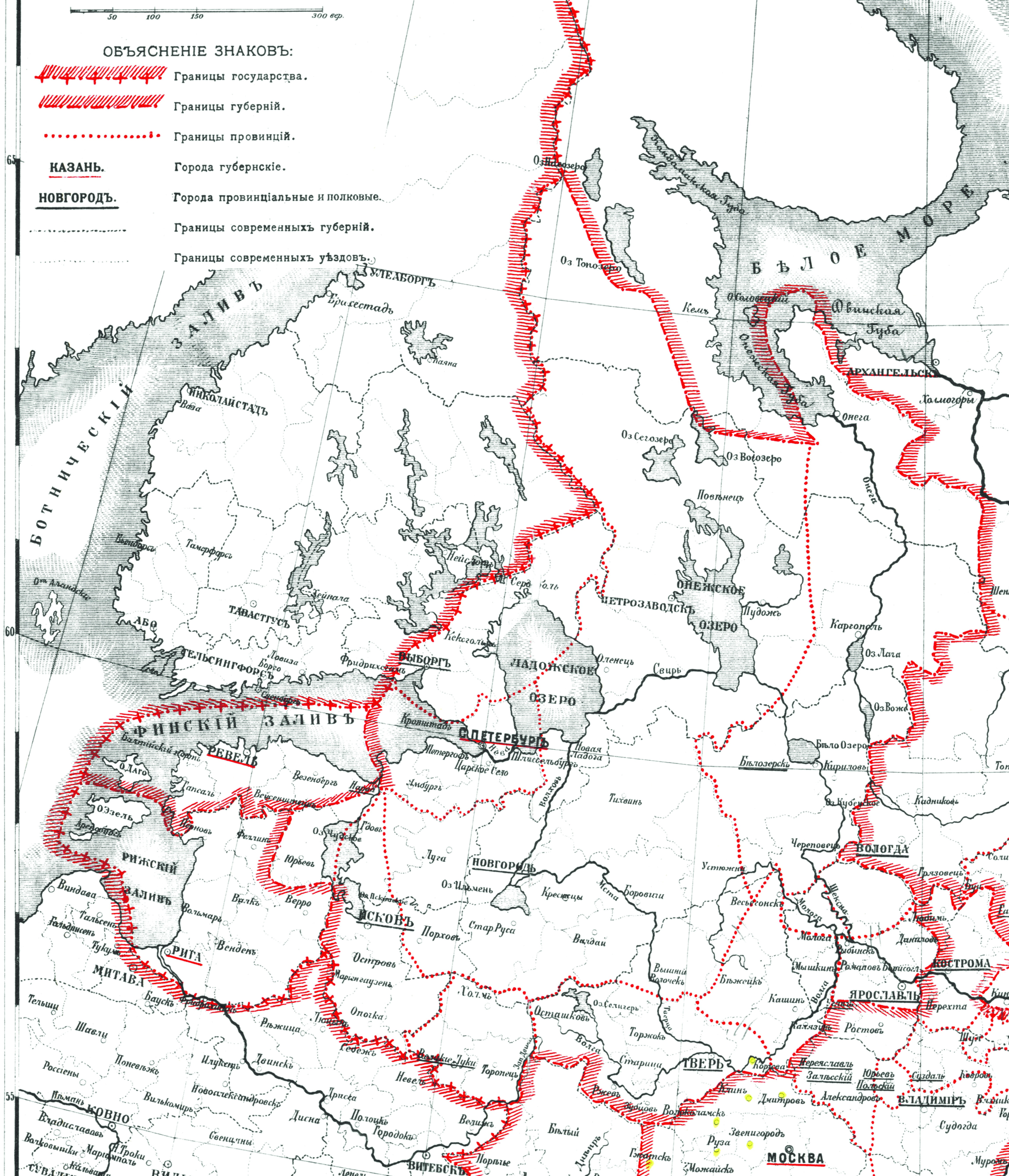
Провинция на карте Санкт-Петербургской губернии в границах 1720-х годов

Нарвская провинция была образована в составе Санкт-Петербургской губернии по указу Петра I «Об устройстве губерний и об определении в оныя правителей» в 1719 году. В состав провинции были включены города Нарва, Дерпт, Ивангород и Сыренской уезд.
В 1727 году Нарвская провинция отошла к Ревельской губернии и была упразднена.